# Nacarina viridipennis
Nacarina viridipennis är en insektsart som först beskrevs av Alayo 1968.  Nacarina viridipennis ingår i släktet Nacarina och familjen guldögonsländor. Inga underarter finns listade i Catalogue of Life.